# Cerco de Sagunto
O Cerco de Sagunto foi uma batalha travada em 219 a.C. entre os cartagineses e os saguntinos na cidade montanhosa romana de Sagunto, um local perto da moderna cidade de mesmo nome na província de Valência, na Espanha. Esta batalha é lembrada principalmente por ter sido o estopim de uma das mais importantes guerras da Antiguidade, a Segunda Guerra Púnica.

## Planos de Aníbal
Depois que Aníbal foi confirmado como comandante supremo da Ibéria, em 221 a.C., com apenas 26 anos de idade, ele passou dois anos refinando seus planos e terminando os preparativos para assegurar o controle cartaginês no Mediterrâneo. Os romanos nada fizeram, mesmo tendo recebido inúmeros alertas sobre estes preparativos e chegaram até mesmo a voltar suas atenções para os ilírios, que haviam começado uma revolta. Por causa disto, não reagiram quando notícias chegaram dando conta que Aníbal estava sitiando Sagunto, uma cidade que era essencial para os planos futuros de Cartago. A cidade era uma das mais fortificadas da região e seria um erro estratégico deixar uma fortaleza assim nas mãos do inimigo. Aníbal também estava em busca de saque para pagar seus mercenários, que eram na sua maioria africanos e iberos. Este dinheiro também poderia ser utilizado para subornar seus inimigos em Cartago.

## Cerco
Durante o assalto à cidade, Aníbal sofreu algumas perdas por causa das poderosas fortificações e da tenacidade dos defensores, mas suas tropas conseguiram invadir e destruir as defesas da cidade, uma por uma. Os saguntinos, em desespero, procuraram os romanos em busca de ajuda, mas nenhuma foi enviada. Em 218 a.C., depois de resistirem a cerco por oito meses, as últimas defesas saguntinas foram finalmente capturadas. Aníbal ofereceu poupar a população sob a condição de que eles "abandonassem a cidade, desarmados e com duas peças de roupa". Quando eles recusaram a oferta e começaram a sabotar as riquezas e as propriedades da cidade, todos os homens adultos foram executados.
Este episódio marcou o início da Segunda Guerra Púnica e Aníbal agora tinha uma base a partir da qual ele podia reabastecer suas forças com alimentos e novas tropas.

## Consequências
Depois do cerco, Aníbal tentou conseguir o apoio do Senado cartaginês, que, apesar de dividido, na época, entre facções pró e contra Roma, era dominado por Hanão, o Grande, que geralmente não concordava com as atitudes pró-guerra de Aníbal e jamais concordou em ceder o controle completo e incondicional a ele, mesmo quando Aníbal estava à beira de uma vitória absoluta a apenas dez quilômetros de Roma. Neste episódio, porém, Aníbal conseguiu um apoio limitado que lhe permitiu se mudar para Cartago Nova, onde ele juntou seus homens e os informou de seu ambicioso plano. Aníbal realizou uma breve peregrinação religiosa antes de começar sua marcha através dos Pirenéus, dos através dos Alpes em direção a Roma. A fase seguinte da guerra foi marcada por espetaculares vitórias cartaginesas em Trébia, Lago Trasimeno e no grande desastre para Roma na Batalha de Canas.

## Legado
No final do século I, o cerco de Sagunto foi descrito com riqueza de detalhes pelo autor latino Sílio Itálico em seu poema épico Punica. Em seus versos, vários líderes e heróis saguntinos se destacam (Sicoris, Murrus, Theron e outros) e também uma princesa guerreira líbia lutando por Cartago (Asbyte), mas pouquíssimos historiadores dão a este conto qualquer valor histórico.
Em 1727, o dramaturgo inglês Philip Frowde baseou-se no poema de Sílio para compor uma tragédia chamada "A Queda de Sagunto", que só foi encenada três vezes.